# Virgen de Atocha
La Virgen de Atocha es una advocación de la Virgen María, cuya imagen se encuentra en la Real Basílica de Nuestra Señora de Atocha, en Madrid (España). 
Es la más antigua patrona de la ciudad de Madrid. Desde el siglo XVI, es considerada como la protectora de los reyes de España y patrona de la monarquía.

## Origen del nombre
El nombre de Atocha parece derivar del término "atochal" que significa "campo de esparto" (de hecho, las palabras "atocha" y "esparto" son sinónimos).
Otras teorías, más propias de la etimología popular, sostienen que habría derivado del título de María como Madre de Dios, y suponen que el nombre de Atocha pudiera haberse formado a partir de Theotoka, que a su vez sería una adaptación popular del término griego Theotokos (Madre de Dios) cuyo uso aplicado a María fue sancionado por el Concilio de Éfeso.
Sea como sea, el vulgo aplicó el nombre de Atocha a la imagen que se veneraba en un santuario aislado que había en las inmediaciones de Madrid, transformado después en convento de Dominicos y, luego, en Cuartel de Inválidos.

## La imagen

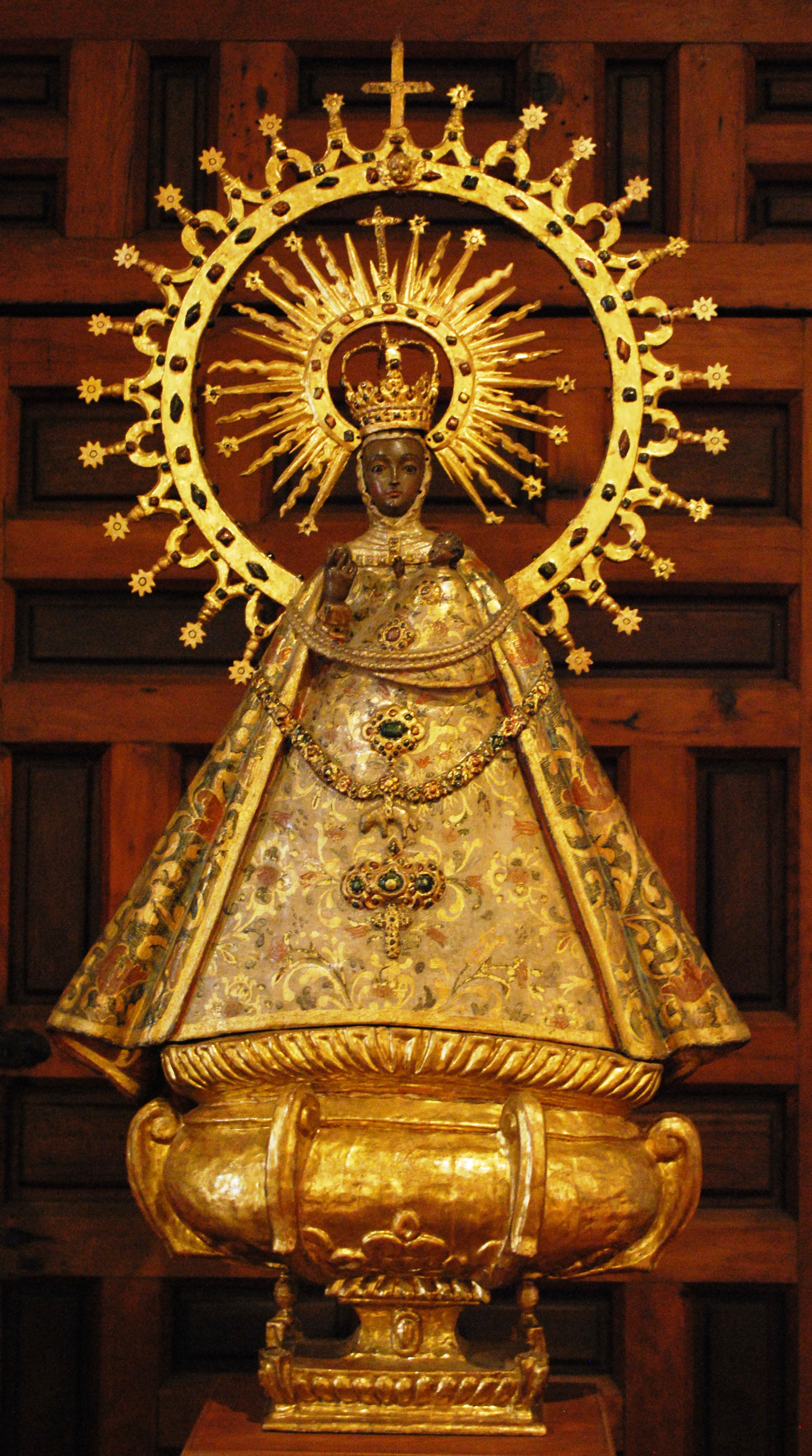
Imagen vestida y cubierta con ricos ropajes, a excepción de caras y manos.(Escultura ubicada en el Museno Nacional de las Intervenciones de la Ciudad de México)

Primitivamente, en aquellos tiempos en que triunfaba la costumbre de vestir a las imágenes religiosas, la de Atocha, vestida y cubierta con ricos ropajes -a excepción de caras y manos-, aparentaba ser altísima, del tamaño casi de una persona; en la actualidad, despojada de las vestiduras, la imagen aparece como una pequeña talla en madera sin policromar, sentada en un trono, símbolo de realeza y cátedra de sabiduría, cuya altura no llega a los 60 centímetros desde lo alto de la corona hasta el plano donde asienta los pies.
Tal como ahora la vemos fue como debió de verse en los primeros siglos en que recibió culto en Madrid; hasta que la piedad de las gentes, movidas por la creencia en milagros y/o por la gratitud por presuntos beneficios obtenidos por su mediación, hizo que se empezara a regalar a la imagen de la Virgen joyas, adornos, vestidos y mantos, muchos de ellos a modo de exvotos. De mantos tuvo una gran colección, regalos casi todos de las reinas de España, que tomaron por costumbre donar a la Virgen sus galas de novia. Hoy todavía se conserva el manto de terciopelo rojo y armiño, cuajado de castillos y leones bordados en oro, regalo de Isabel II, que luce la imagen en las grandes solemnidades. Isabel II también regaló a la imagen una colección de joyas, compuesta por dos coronas, rostrillo y halo, enriquecidas con diamantes y topacios del Brasil. La colección se custodia hoy en el Palacio Real de Madrid.
La imagen de Atocha es de madera. La figura está sentada en un trono bajo, sin respaldo. Sobre su brazo izquierdo sostiene al Niño, al que ofrece una manzana con la mano derecha. El Niño tiene levantada su diestra en actitud de bendecir al pueblo, extendidos sus dedos índice y medio y doblados los restantes sobre la palma de la mano, al modo de las iglesias de rito oriental.
El rostro de la Virgen es moreno oscuro, casi negro, siendo por tanto una de las llamadas Vírgenes negras. Los ojos son grandes y rasgados, y ciñendo la frente aparece una corona de talla, a la que posteriormente se superpusieron ejemplares en oro y plata. La imagen, por sus rasgos hieráticos, su frontalidad y  su rigidez, muestra ser tardorrománica, probablemente de fines del siglo XIII.
El 24 de septiembre de 1930, la imagen fue coronada canónicamente por mandato del Papa Pío XI.

## El Santo Niño de Atocha
La imagen del Santo Niño está situada en la nave lateral izquierda del santuario madrileño. La devoción al Santo Niño de Atocha es muy fuerte en toda América Latina. Se relaciona su origen con el culto a  Nuestra Señora de Atocha. Alfonso X el Sabio, en sus famosas Cantigas ya hace mención del Santo Niño.
El Niño aparece vestido de peregrino, con la llamada "concha de Santiago", y sostiene una cesta con alimentos.

## Himno de la Virgen de Atocha
| ¡Bendita mi Madre, la Virgen de Atocha! Que a todos tus hijos de gracia llenó. Su santa capilla es un relicario, que encierra perfumes de rosas de amor. Dios te salve, Reina y Madre, flor fragante cual la rosa, desde el cielo, amorosa, mándanos tu bendición. | Causa de nuestra alegría, vida y esperanza nuestra, a éstos tus devotos muestra que tus hijos siempre son. Excelsa Patrona del pueblo escogido, siempre protegido por tu corazón. Madrid a tus plantas se extiende tranquilo, y en tu fe encendido canta con amor. | Virgencita madrileña, desde el templo donde moras, a este pueblo que te adora con tu mano has de guardar. Madre, Madre de mi alma, que esa tu imagen querida sea faro, estrella y guía que nos lleve hasta tu altar. |